# 4111 Ламі
4111 Ламі (4111 Lamy) — астероїд головного поясу, відкритий Шелте Джоном Басом 1 березня 1981 року.
Тіссеранів параметр щодо Юпітера — 3,580.